# Kumbang Punteut
Kumbang Punteut is een bestuurslaag in het regentschap Lhokseumawe van de provincie Atjeh, Indonesië. Kumbang Punteut telt 563 inwoners (volkstelling 2010).